# 高海岸
高海岸（瑞典語：Höga kusten）是瑞典波的尼亞灣海岸的一部分，因其保留有完好的冰河時代的地形而聞名。2000年，聯合國教科文組織將高海岸列入世界自然遺產。在2006年，這一世界自然遺產的範圍又進一步擴大至包括芬蘭的克瓦爾肯群島。現在高海岸是瑞典重要的旅遊區之一。

## 地质
高海岸的地势是一个大规模的节理山谷地形，它剖分了亚寒武纪盆地隆起的残余物。
在前2-3百万年的冰河时代，高地反复被大陆冰盖覆盖，包括芬诺斯堪迪亚冰盖，直到大约 9600年前。当冰川从高地撤退时，被冰盖的重量压实的地面经历了快速隆起，这一过程被称为等静压反弹。这次反弹导致了大约285米的隆起，这是地球上已知最高的等静力反弹。该地区仍在上升，每年约8毫米。在高海岸沿线可以看到前海岸线的遗迹。
在高海岸发现的一些鱼类是最近冰河时代的孑遗物种，包括四角床杜父鱼。居住在高海岸的其他动物物种包括棕熊、猞猁和驼鹿。

## 历史
今天被称为高海岸（Höga Kusten）的地区在历史上被称为昂耶尔曼兰（Ångermanland）海岸。1974年，高海岸一词是与有关该地区的一份报告有关的。
2000年，联合国教科文组织将高海岸列入世界遗产名录：
“高海岸遗址为理解形成地球表面冰川和陆地隆起区域的重要过程提供了绝佳的机会。”
2006年，高海岸与芬兰克瓦尔肯地区合并。世界遗产的范围从南部的高海岸大桥（Högakustenbron）到北部的斯卡格苏德（Skagsudde）灯塔。

## 景点
瑞典高海岸最受欢迎的景点是斯屈勒山、斯屈勒森林国家公园以及乌尔文岛和特里桑达岛。
瑞典高海岸被认为是徒步旅行的绝佳之地，并被誉为瑞典最好的徒步旅行地区之一。

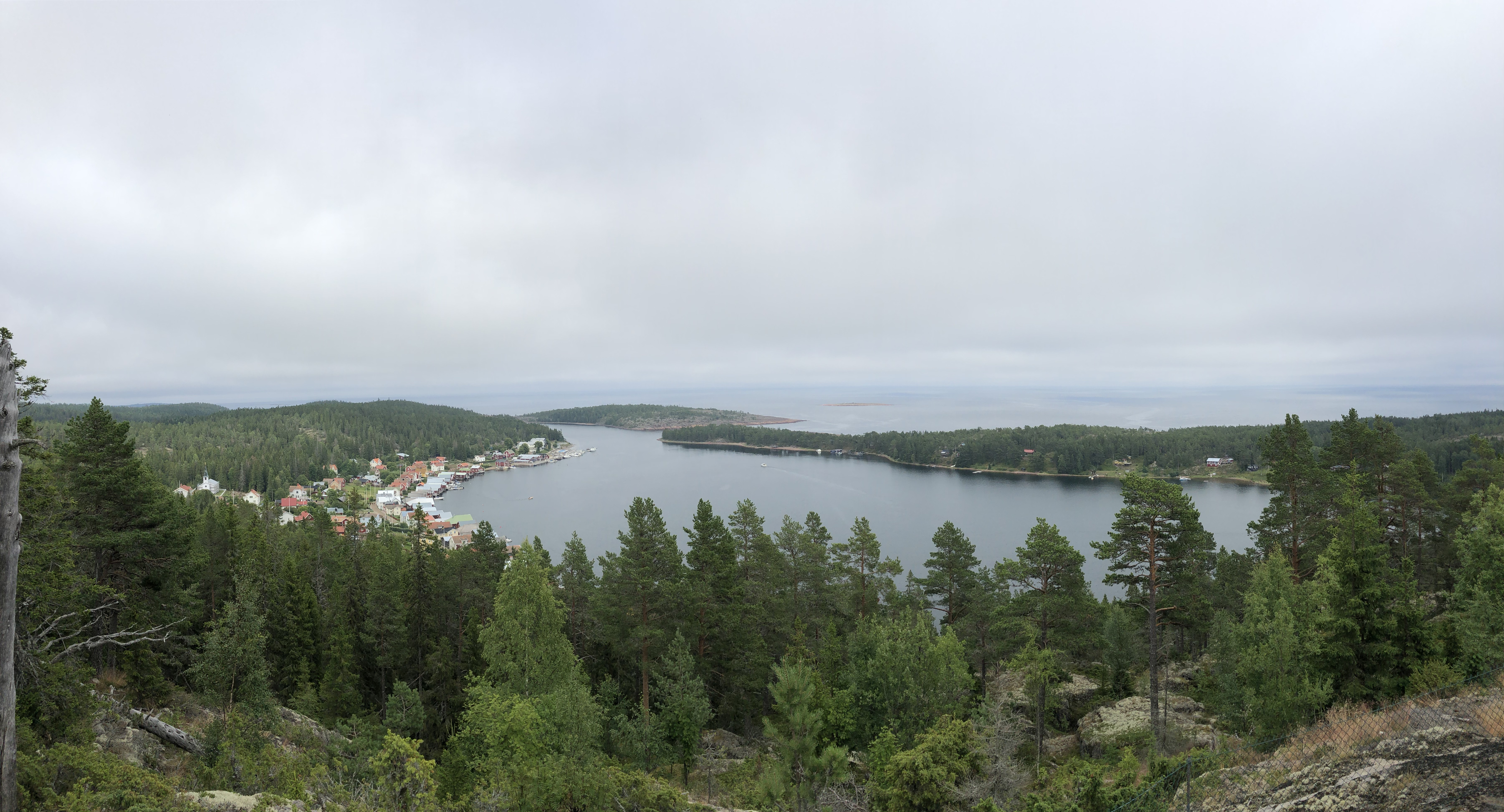
从洛茨贝尔耶特眺望乌尔文湾

户外杂志（如挪威的Utemagasinet和美国的Outside）和日报（如《瑞典每日新闻》）都将高海岸步道评为瑞典最好的远足径之一。
高海岸步道是一条 128 公里长的沿高海岸的小径。对于一日徒步旅行，斯屈勒山和斯屈勒国家公园（Skule National park）很受欢迎。高海岸徒步（Höga Kusten Hike）是一年一度的活动，被认为适合有经验的徒步旅行者和新徒步旅行者。

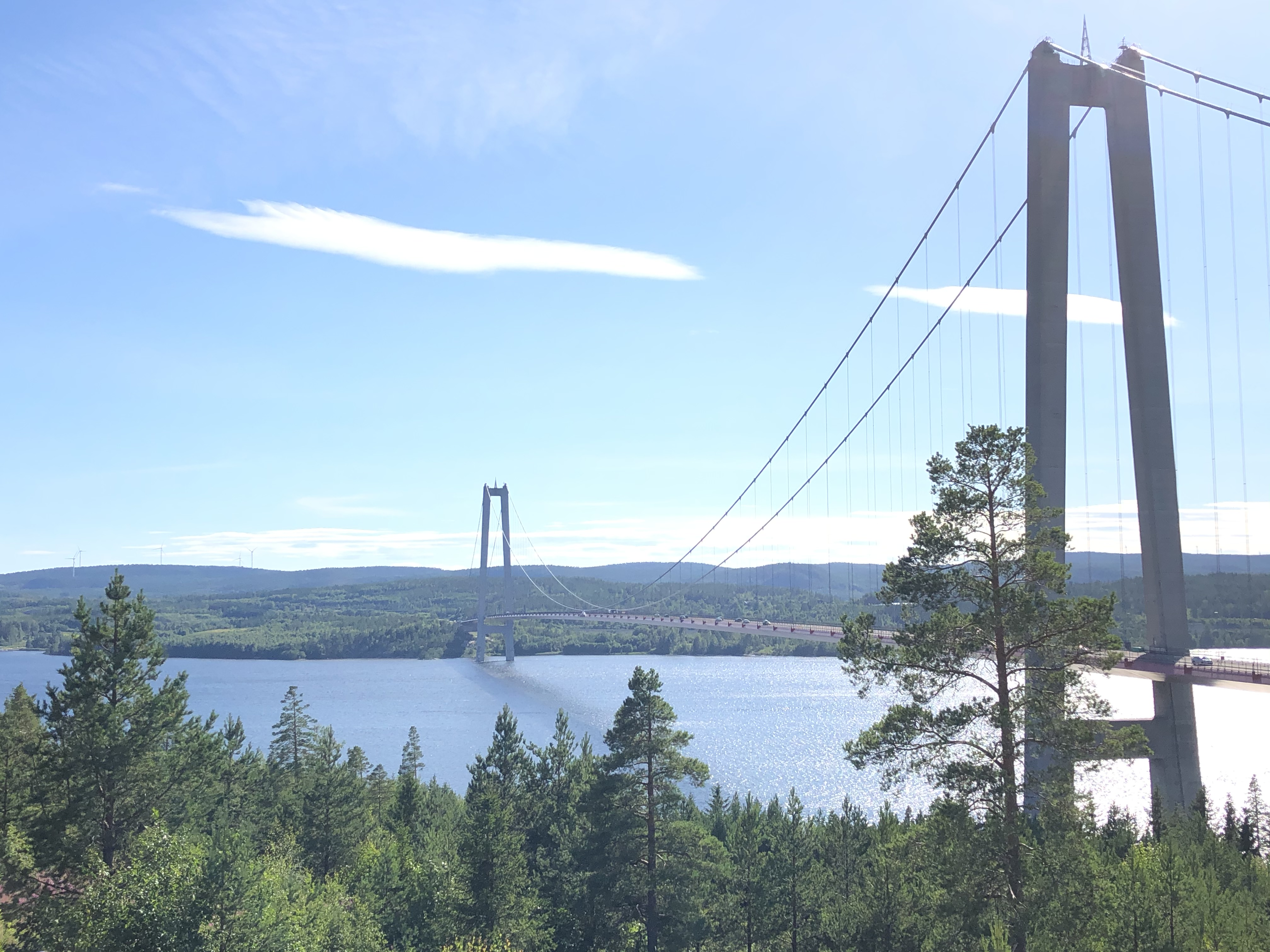
高海岸大桥

高海岸大桥（Höga Kusten Bridge）位于该地区，而该地区还有许多风景如画的岛屿和渔村。

## 外部連結
- High Coast Sweden - Visitor Guide （页面存档备份，存于）
- High Coast Hike - Annual Hiking Event （页面存档备份，存于）
- Skuleskogen Nationalpark website （页面存档备份，存于）
- Skule Mountain - Visitor Guide
- Ulvön Island - Visitor Guide
- Höga Kusten World Heritage website （页面存档备份，存于）
- Höga Kusten tourism website （页面存档备份，存于）
- Höga Kusten Bridge （页面存档备份，存于）
- UNESCO World Heritage profile （页面存档备份，存于）